# Tennis ai Giochi panamericani
Il tennis è presente ai Giochi panamericani sin dalla loro creazione, avvenuta nel 1951, con l'eccezione dell'edizione del 1971.
Attualmente si tengono i tornei di singolare e di doppio sia maschile sia femminile. Il doppio misto ritorna nell'edizione 2011 dopo tre di assenza (1999, 2003 e 2007), e un torneo a squadre maschili e femminili si è tenuto solo nel 1991 e nel 1995.

## Risultati

### Competizioni attuali

#### Singolare maschile
| Edizione | Oro                        | Argento                      | Bronzo                                     |
| -------- | -------------------------- | ---------------------------- | ------------------------------------------ |
| 1951     | Enrique Morea (ARG)        | Alejo Russell (ARG)          | Gustavo Palafox (MEX)                      |
| 1955     | Arthur Larsen (USA)        | Enrique Morea (ARG)          | Luis Ayala (CHI)                           |
| 1959     | Luis Ayala (CHI)           | Robert Bedard (CAN)          | Jon Douglas (USA)                          |
| 1963     | Ronald Barnes (BRA)        | Mario Llamas (MEX)           | Francisco Contreras (MEX)                  |
| 1967     | Thomaz Koch (BRA)          | Herbert Fitzgibbon (USA)     | Arthur Ashe (USA)                          |
| 1971     | non disputato              | non disputato                | non disputato                              |
| 1975     | Butch Walts (USA)          | Adolfo González (MEX)        | Freddy de Jesús (PUR)                      |
| 1979     | Mel Purcell (USA)          | Ricardo Acuña (CHI)          | Andrés Gómez (ECU)                         |
| 1983     | Greg Holmes (USA)          | Fernando Pérez (MEX)         | Carlos Miniussi (ARG)                      |
| 1987     | Fernando Roese (BRA)       | Al Parker (USA)              | Luke Jensen (USA)                          |
| 1991     | Luis Enrique Herrera (MEX) | David DiLucia (USA)          | Marcelo Saliola (BRA)                      |
| 1995     | Hernán Gumy (ARG)          | Javier Frana (ARG)           | Jimy Szymanski (VEN)                       |
| 1999     | Paul Goldstein (USA)       | Cecil Mamiit (USA)           | David Nalbandian (ARG) Paulo Taicher (BRA) |
| 2003     | Fernando Meligeni (BRA)    | Marcelo Ríos (CHI)           | José de Armas (VEN) Alex Kim (USA)         |
| 2007     | Flávio Saretta (BRA)       | Adrián García (CHI)          | Eduardo Schwank (ARG)                      |
| 2011     | Robert Farah (COL)         | Rogério Dutra da Silva (BRA) | Víctor Estrella Burgos (DOM)               |
| 2015     | Facundo Bagnis (ARG)       | Nicolás Barrientos (COL)     | Dennis Novikov (USA)                       |
| 2019     | João Menezes               | Marcelo Tomás Barrios Vera   | Guido Andreozzi                            |
| 2023     | Facundo Díaz Acosta        | Marcelo Tomás Barrios Vera   | Thiago Monteiro                            |

#### Doppio maschile
| Edizione | Oro                                           | Argento                                             | Bronzo                                                                                   |
| -------- | --------------------------------------------- | --------------------------------------------------- | ---------------------------------------------------------------------------------------- |
| 1951     | Argentina Enrique Morea Alejo Russell         | Cile ??                                             | Messico ??                                                                               |
| 1955     | Messico Mario Llamas Gustavo Palafox          | Argentina ??                                        | Stati Uniti Art Larsen Edward Moylan                                                     |
| 1959     | Messico Antonio Palafox Gustavo Palafox       | Messico Mario Llamas Francisco Contreras            | Stati Uniti Mike Franks Grant Golden                                                     |
| 1963     | Brasile Ronald Barnes Carlos Fernandes        | Messico ??                                          | Brasile Iarte Adams Thomaz Koch                                                          |
| 1967     | Brasile Thomaz Koch José Mandarino            | Messico ??                                          | Ecuador ??                                                                               |
| 1971     | non disputato                                 | non disputato                                       | non disputato                                                                            |
| 1975     | Stati Uniti Kenneth Walts Bruce Manson        | Messico Adolfo González ??                          | Brasile João Américo Soares Júnior João Carlos Schmidt Filho                             |
| 1979     | Stati Uniti Andy Kohlberg Mel Purcell         | Cile ??                                             | Porto Rico ??                                                                            |
| 1983     | Stati Uniti Eric Korita Jonny Levine          | Messico ??                                          | Venezuela ??                                                                             |
| 1987     | Stati Uniti Luke Jensen Patrick McEnroe       | Messico ??                                          | Costa Rica ?? Guatemala ??                                                               |
| 1991     | Porto Rico Miguel Nido Joey Rive              | Messico ??                                          | Cuba ?? Porto Rico ??                                                                    |
| 1995     | Cile Javier Frana Luis Lobo                   | Venezuela Juan Bianchi Pacheco Nicholas Pereira     | Cile ?? Messico ??                                                                       |
| 1999     | Brasile André Sá Paulo Taicher                | Messico Marco Osorio Salinas Óscar Ortiz            | Stati Uniti Bob Bryan Mike Bryan Venezuela Maurice Ruah Johny Romero                     |
| 2003     | Messico Santiago González Alejandro Hernández | Cile Adrián García Marcelo Ríos                     | Argentina Cristián Villagrán Carlos Berlocq Stati Uniti Alex Bogomolov Jr. Jeff Morrison |
| 2007     | Argentina Horacio Zeballos Eduardo Schwank    | Cile Adrián García Jorge Aguilar                    | Messico Santiago González Víctor Romero                                                  |
| 2011     | Colombia Juan Sebastián Cabal Robert Farah    | Ecuador Julio César Campozano Roberto Andrés Quiroz | Stati Uniti Nicholas Monroe Greg Ouelette                                                |
| 2015     | Cile Nicolás Jarry Hans Podlipnik-Castillo    | Argentina Guido Andreozzi Facundo Bagnis            | Ecuador Gonzalo Escobar Emilio Gómez                                                     |
| 2019     | Ecuador Gonzalo Escobar Roberto Quiroz        | Argentina Guido Andreozzi Facundo Bagnis            | Perù Sergio Galdós Juan Pablo Varillas                                                   |
| 2023     | Brasile Gustavo Heide Marcelo Demoliner       | Cile Tomás Barrios Alejandro Tabilo                 | Rep. Dominicana Nick Hardt Roberto Cid Subervi                                           |

#### Singolare femminile
| Edizione | Oro                        | Argento                        | Bronzo                                             |
| -------- | -------------------------- | ------------------------------ | -------------------------------------------------- |
| 1951     | Mary Terán de Weiss (ARG)  | Felisa Piedrola de Zappa (ARG) | Imelda Ramírez (MEX)                               |
| 1955     | Rosa María Reyes (MEX)     | Yola Ramírez (MEX)             | Ingrid Metzner (VEN)                               |
| 1959     | Althea Gibson (USA)        | Yola Ramírez (MEX)             | Dorothy Enode (USA)                                |
| 1963     | Maria Bueno (BRA)          | Yola Ramírez (MEX)             | Darlene Hard (USA)                                 |
| 1967     | Elena Subirats (MEX)       | Patsy Rippy (USA)              | Jane Albert (USA)                                  |
| 1971     | non disputato              | non disputato                  | non disputato                                      |
| 1975     | Lele Forood (USA)          | P. Medrano (BRA)               | L. Musalen (CHI)                                   |
| 1979     | Susan Hagey (USA)          | Trey Lewis (USA)               | María Llamas (MEX)                                 |
| 1983     | Gretchen Rush (USA)        | Gigi Fernández (PUR)           | Heliene Steden (MEX)                               |
| 1987     | Gisele Miro (BRA)          | Adriana Isaza (COL)            | María Méndez (ARG) Patricia Miller (URU)           |
| 1991     | Pam Shriver (USA)          | Joelle Schad (DOM)             | Andrea Vieira (BRA)                                |
| 1995     | Florencia Labat (ARG)      | Ann Grossman (USA)             | Chanda Rubin (USA)                                 |
| 1999     | María Vento-Kabchi (VEN)   | Tara Snyder (USA)              | Mariana Díaz Oliva (ARG) Alexandra Stevenson (USA) |
| 2003     | Milagros Sequera (VEN)     | Sarah Taylor (USA)             | Kristina Brandi (PUR) Ansley Cargill (USA)         |
| 2007     | Milagros Sequera (VEN)     | Mariana Duque Mariño (COL)     | Betina Jozami (ARG)                                |
| 2011     | Irina Falconi (USA)        | Mónica Puig (PRI)              | Christina McHale (USA)                             |
| 2015     | Mariana Duque Mariño (COL) | Victoria Rodríguez (MEX)       | Mónica Puig (PRI)                                  |
| 2019     | Nadia Podoroska            | Caroline Dolehide              | Verónica Cepede Royg                               |
| 2023     | Laura Pigossi              | María Carlé                    | Julia Riera                                        |

#### Doppio femminile
| Edizione | Oro                                                    | Argento                                                | Bronzo                                                                             |
| -------- | ------------------------------------------------------ | ------------------------------------------------------ | ---------------------------------------------------------------------------------- |
| 1951     | Argentina Mary Terán de Weiss Felisa Piedrola de Zappa | Messico ??                                             | Brasile Helena Stark Silvia Villari                                                |
| 1955     | Messico Rosie Reyes Esther Reyes                       | Argentina ??                                           | Brasile Ingrid Metzner Maria Bueno                                                 |
| 1959     | Messico Yola Ramírez Rosie Reyes                       | Stati Uniti Althea Gibson Karol Fageros                | Messico Maria Hernandez Imelda Ramirez                                             |
| 1963     | Stati Uniti Darlene Hard Carolyn Caldwell              | Brasile Maria Bueno Maureen Schwartz                   | Messico Yola Ramírez Elena Subirats                                                |
| 1967     | Stati Uniti Jane Albert Patsy Rippy                    | Ecuador María Eugenia Guzmán Ana María Ycaza           | Canada ??                                                                          |
| 1971     | Non disputato                                          | Non disputato                                          | Non disputato                                                                      |
| 1975     | Stati Uniti Sandra Stap Stephanie Tolleson             | Brasile Maria Cristina Andrade Wanda Bustamante Ferraz | Cuba ??                                                                            |
| 1979     | Stati Uniti Ann Henricksson Susan Hagey                | Canada ??                                              | Porto Rico ??                                                                      |
| 1983     | Stati Uniti Gretchen Rush Louise Allen                 | Porto Rico ??                                          | Messico ??                                                                         |
| 1987     | Stati Uniti Sonia Hahn Ronni Reis                      | Argentina ??                                           | Messico ?? Porto Rico ??                                                           |
| 1991     | Stati Uniti Pam Shriver Donna Faber                    | Brasile Andrea Vieira Cláudia Chabalgoity              | Cile ?? Messico ??                                                                 |
| 1995     | Argentina Mercedes Paz Patricia Tarabini               | Stati Uniti Ann Grossman Chanda Rubin                  | Brasile Andrea Vieira Luciana Camargo Tella Messico ??                             |
| 1999     | Brasile Joana Santos Vanessa Menga                     | Cile Bárbara Castro Díaz Paula Cabezas                 | Argentina Mariana Díaz Oliva Clarisa Fernández Canada Renata Kolbovic Aneta Soukup |
| 2003     | Brasile Bruna Coloso Joana Cortez                      | Porto Rico Kristina Brandi Vilmarie Castellvi          | Cuba Yamile Fors Yanet Núñez Messico Karin Palme Melissa Torres                    |
| 2007     | Argentina Betina Jozami Jorgelina Cravero              | Colombia Mariana Duque Mariño Karen Castiblanco        | Brasile Teliana Pereira Juana Cortez                                               |
| 2011     | Argentina María Irigoyen Florencia Molinero            | Stati Uniti Irina Falconi Christina McHale             | Colombia Catalina Castaño Mariana Duque                                            |
| 2015     | Canada Gabriela Dabrowski Carol Zhao                   | Messico Victoria Rodríguez Marcela Zacarías            | Argentina María Irigoyen Paula Ormaechea                                           |
| 2019     | Stati Uniti Usue Arconada Caroline Dolehide            | Paraguay Verónica Cepede Royg Montserrat González      | Brasile María Irigoyen Paula Ormaechea                                             |
| 2023     | Brasile Laura Pigossi Luisa Stefani                    | Colombia Fernanda Herazo Paulina Pérez                 | Argentina María Lourdes Carlé Julia Riera                                          |

#### Doppio misto
| Edizione  | Oro                                            | Argento                                              | Bronzo                                          |
| --------- | ---------------------------------------------- | ---------------------------------------------------- | ----------------------------------------------- |
| 1951      | Imelda Ramírez – Gustavo Palafox (MEX)         | (ARG)                                                | (ARG)                                           |
| 1955      | Yola Ramírez – Gustavo Palafox (MEX)           | (ARG)                                                | (ARG)                                           |
| 1959      | Yola Ramírez – Gustavo Palafox (MEX)           | Rosa Reyes - Francisco Contreras (MEX)               | (USA) Althea Gibson - Grant Golden              |
| 1963      | Yola Ramírez – Francisco Contreras (MEX)       | Thomaz Koch – Maria Bueno (BRA)                      | (USA) Frank Froehling - Darlene Hard            |
| 1967      | Jane Albert – Arthur Ashe (USA)                | (MEX)                                                | (ECU) María Eugenia Guzmán – Pancho Guzmán      |
| 1971      | non disputato                                  | non disputato                                        | non disputato                                   |
| 1975      | Lele Forood – Hank Pfister (USA)               | (PUR)                                                | (MEX)                                           |
| 1979      | Marlin Noriega – Juan Boveda (VEN)             | (USA) Fritz Buehning - Ann Henricksson               | (MEX)                                           |
| 1983      | Nuria Alasia – Iñaki Calvo (VEN)               | (MEX)                                                | (USA) Linda Gates - Greg Holmes                 |
| 1987      | Lucila Becerra – Gilberto Cicero (MEX)         | (ARG)                                                | Fernando Roese – Gisele Miró (BRA) (CUB)        |
| 1991      | Pam Shriver – David DiLucia (USA)              | William Kyriakos Júnior – Cláudia Chabalgoity (BRA)  | (DOM) (PUR)                                     |
| 1995      | Shaun Stafford – Jack Waite (USA)              | (ARG)                                                | (CUB)                                           |
| 1999-2007 | non disputato                                  | non disputato                                        | non disputato                                   |
| 2011      | Messico Ana Paula de la Peña Santiago González | Cile Andrea Koch-Benvenuto Guillermo Rivera-Aránguiz | Brasile Ana-Clara Duarte Rogério Dutra da Silva |
| 2015      | Argentina Guido Andreozzi María Irigoyen       | Canada Philip Bester Gabriela Dabrowski              | Paraguay Verónica Cepede Royg Diego Galeano     |
| 2019      | Cile Alexa Guarachi Nicolás Jarry              | Bolivia Noelia Zeballos Federico Zeballos            | Perù Anastasia Iamachkine Sergio Galdós         |
| 2023      | Colombia Yuliana Lizarazo Nicolás Barrientos   | Brasile Luisa Stefani Marcelo Demoliner              | Argentina Martina Capurro Facundo Díaz Acosta   |

### Competizioni non attuali

#### A squadre maschili
| Edizione | Oro       | Argento    | Bronzo           |
| -------- | --------- | ---------- | ---------------- |
| 1991     | Brasile   | Porto Rico | Cile Cuba        |
| 1995     | Argentina | Uruguay    | Cile Stati Uniti |

#### A squadre femminili
| Edizione | Oro       | Argento   | Bronzo              |
| -------- | --------- | --------- | ------------------- |
| 1991     | Brasile   | Venezuela | Cile Cuba           |
| 1995     | Argentina | Cile      | Brasile Stati Uniti |

## Medagliere storico
Statistiche aggiornate ai XIX Giochi panamericani.
| Posizione | Nazione         | Oro | Argento | Bronzo | Totale |
| --------- | --------------- | --- | ------- | ------ | ------ |
| 1         | Stati Uniti     | 27  | 14      | 22     | 63     |
| 2         | Brasile         | 18  | 8       | 14     | 40     |
| 3         | Argentina       | 16  | 14      | 15     | 45     |
| 4         | Messico         | 14  | 20      | 17     | 51     |
| 5         | Venezuela       | 5   | 2       | 4      | 11     |
| 6         | Cile            | 4   | 10      | 7      | 21     |
| 7         | Colombia        | 4   | 5       | 1      | 10     |
| 8         | Porto Rico      | 1   | 6       | 8      | 15     |
| 9         | Canada          | 1   | 3       | 2      | 6      |
| 10        | Ecuador         | 1   | 2       | 4      | 7      |
| 11        | Rep. Dominicana | 0   | 1       | 3      | 4      |
| 12        | Paraguay        | 0   | 1       | 2      | 3      |
| 13        | Uruguay         | 0   | 1       | 1      | 2      |
| 14        | Bolivia         | 0   | 1       | 0      | 1      |
| 15        | Cuba            | 0   | 0       | 7      | 7      |
| 16        | Perù            | 0   | 0       | 2      | 2      |
| 17        | Costa Rica      | 0   | 0       | 1      | 1      |
| 17        | Guatemala       | 0   | 0       | 1      | 1      |